# Marstjärnen (Överkalix socken, Norrbotten, 738970-179137)
Marstjärnen är en sjö i Överkalix kommun i Norrbotten och ingår i Kalixälvens huvudavrinningsområde. Marstjärnen ligger i Torne och Kalix älvsystem Natura 2000-område.